# Rhigioglossa pusilla
Rhigioglossa pusilla är en tvåvingeart som först beskrevs av Ignaz Rudolph Schiner 1868.  Rhigioglossa pusilla ingår i släktet Rhigioglossa och familjen bromsar. Inga underarter finns listade i Catalogue of Life.